# 光伏电站

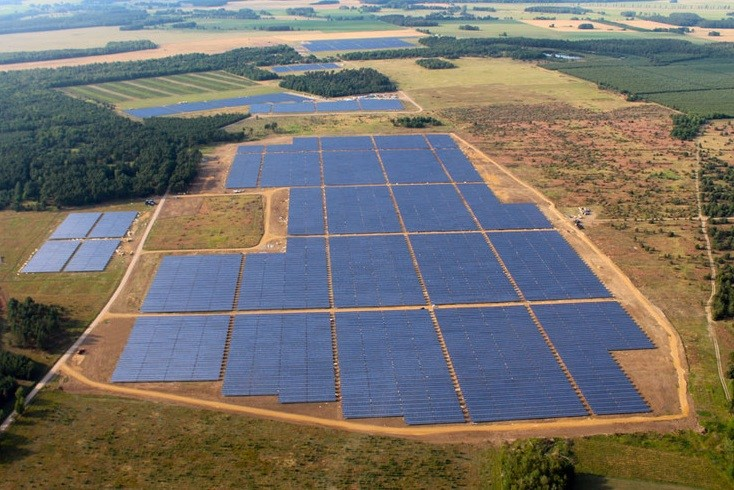
位于德国普里格尼茨县，额定容量40.5兆瓦的雅纳斯多夫太阳能公园

光伏电站是一种大型并网光伏发电系统（PV系统），旨在提供商业电力。光伏电站在公用事业层面供电，而非向当地用户供电，因此不同于大多数建筑安装和其他分散式太阳能。
光伏发电不同于聚光太阳能热发电，聚光太阳能热发电是另一种主要的大型太阳能发电技术，利用热量驱动传统发电系统。两种方法各有利弊，但由于各种原因，到目前为止光伏技术应用更为广泛。截至2019年，约97%的公用事业使用光伏发电。